# Kai Mykkänen
Kai Aslak Mykkänen (Espoo, 31 luglio 1979) è un politico finlandese, membro del Partito di Coalizione Nazionale, sindaco di Espoo dal 2025. In precedenza è stato anche ministro dell'interno dal 2018 al 2019 e ministro dell'ambiente e del cambiamento climatico dal 2023 al 2025.

## Biografia
Nato ad Espoo, figlio di Maria Sokolow, di origini russe, e del giornalista e politico Jouni Mykkänen, parla fluentemente anche il russo. Studia economia e si laurea con un master in scienze politiche all'Università di Helsinki.

### Carriera
Dal 2000 al 2001 è stato presidente della sezione giovanile del Partito di Coalizione Nazionale. Dopodiché, dal 2001 al 2008, è stato membro del consiglio comunale di Espoo. Inoltre, negli anni 2004-2006 è stato assistente dell'europarlamentare Alexander Stubb. Dal 2011 al 2013 è invece assistente del ministro degli affari economici Jyri Häkämie.
Nel 2015, alle elezioni, viene eletto parlamentare con 5 260 voti per la circoscrizione di Uusimaa. L'anno dopo, il ministro capo Juha Sipilä lo nomina ministro della cooperazione allo sviluppo e commercio estero a seguito delle dimissioni della politica Lenita Toivakka.
Nel 2018 subisce un cambio di dicastero, diventando titolare del ministero dell'interno, sostituendo Paula Risikko. Rimane in carica fino al giugno 2019. Alle elezioni dello stesso anno riceve 14 226 voti, venendo quindi rieletto all'Eduskunta.
Nel giugno 2023 viene nominato ministro dell'ambiente e del cambiamento climatico dal ministro capo Petteri Orpo. Nel medesimo anno è anche riconfermato in parlamento con 15 072 voti.
Nell'ottobre 2024 viene eletto sindaco della città di Espoo. Entra ufficialmente in carica il 1º febbraio seguente dopo che sia era dimesso da ministro nel mese precedente.

## Vita privata
È sposato con Anna, veterinaria, con la quale ha due figli.